# Khyber Pakhtunkhwa
Khyber Pakhtunkhwa er Pakistans mindste provins.
Hovedstaden er Peshawar og den næststørste by er Mardan nordøst for Peshawar. Befolkningensflertallet er pashtunere. Da størstedelen af pashtunerne lever i Afghanistan har NWFP været udsat for territoriale krav fra nabolandet.
Under den Britiske Raj var området oprindelig en del af Punjab-provinsen. NWFP blev udskilt i 1901. Provinsens kommissær (senere guvernør) styrede også de nuværende Føderalt Administrerede Stammeområder, men efter uafhængigheden kom de under centralregerings direkte styre.